# Langhennersdorfer Bach
Der Langhennersdorfer Bach, auch Perzebach oder Berzebach genannt, ist ein rechter Nebenfluss der Großen Striegis in Sachsen (Landkreis Mittelsachsen).

## Verlauf
Der Bach entspringt südöstlich von Langhennersdorf. Zunächst durchfließt er in Richtung Nordwest die gesamte Ortslage von Langhennersdorf, von dem der Bach auch den Namen Langhennersdorfer Bach hat. Nachdem das Dorf passiert ist, fließt der Bach in Richtung Nordost auf Seifersdorf zu, welches wieder in Richtung Nordwest in kompletter Länge durchflossen wird. Im Unterlauf verläuft der Bach mäanderartig auf Goßberg zu. Schließlich mündet er südwestlich von Goßberg in die Große Striegis. 